# Me jetën dashuruar
"Me jetën dashuruar" (svenska: älskar livet) är en låt från år 1996 framförd av Aurela Gaçe. Låten blev Gaçes andra bidrag i Festivali i Këngës då hon deltog i tävlingens 35:e upplaga. Med låten slutade Gaçe trea i finalen (hennes då bästa resultat i tävlingen) samt fick ett pris för bästa framträdande.